# Symphonie no 11 de Miaskovski
Pour les articles homonymes, voir Symphonie no 11.
La Symphonie no 11 opus 34 en si bémol mineur est une symphonie de Nikolaï Miaskovski. Composée en 1931, elle comporte trois mouvements. Elle a été créée à Moscou le 16 janvier 1933.

## Analyse de l'œuvre
1. Lento
2. Andante
3. Precipitato - Allegro